# مجلس التجارة الإلكترونية
مجلس التجارة الإلكترونية هو مجلس حكومي سعودي، تأسس في يوليو 2018، بقرار من مجلس الوزراء بناء على توصية مجلس الشؤون الاقتصادية والتنمية، ويهدف لتنظيم وتحفيز قطاع التجارة الإلكترونية، ضمن رؤية السعودية 2030.

## مهام المجلس
1- اقتراح السياسات والتشريعات المتعلقة بالتجارة الإلكترونية.
2- الإشراف على برنامج تحفيز التجارة الإلكترونية.
3- التنسيق مع الجهات ذات العلاقة لمنع الازدواج والتخلص من العوائق المتعلقة بالتجارة الإلكترونية.
4- ضمان التنفيذ الفاعل لمشروعات برنامج تحفيز التجارة الإلكترونية وتوصياته.

## تشكيل المجلس
1. وزير التجارة والاستثمار (أو من يسميه) (رئيساً).
2. ممثل من وزارة الاتصالات وتقنية المعلومات (عضواً).
3. ممثل من وزارة النقل (عضواً).
4. ممثل من وزارة المالية (عضواً).
5. ممثل من وزارة الشؤون البلدية والقروية (عضواً).
6. ممثل من الهيئة العامة للاستثمار (عضواً).
7. ممثل من الهيئة الوطنية للأمن السيبراني (عضواً).
8. ممثل من الهيئة العامة للمنشآت الصغيرة والمتوسطة (عضواً).
9. مثل من مؤسسة النقد العربي السعودي (عضواً).
10. ممثل من الهيئة العامة للجمارك (عضواً).
11. ممثل من مؤسسة البريد السعودي (عضواً).
12. ممثل من وحدة المحتوى المحلي وتنمية القطاع الخاص (عضواً).
13. ممثل من وحدة التحول الرقمي (عضواً).
14. ثلاثة ممثلين من القطاع الخاص (أعضاء).

## نظام التجارة الإلكترونية
يتيح نظام التجارة الإلكترونية السعودي، الذي أقره مجلس الوزراء في يوليو 2019، ويعد أحد مبادرات مجلس التجارة الإلكترونية، للأشخاص الذين لا يملكون سجلا تجاريا ممارسة هذا النشاط وفق اشتراطات محددة، وينظم العلاقة بين طرفي البيع من خلال 26 مادة تضمن سلامة البيع من الغش والتحايل، إضافة إلى توفير الحماية اللازمة للبيانات الشخصية.
ويلزم النظام موفر الخدمة بالإفصاح عن مقر عمله أو تحديد محل إقامته، وتوضيح أحكام العقد وشروطه، وتفاصيل الأسعار، والدفع والتسليم والضمان، كما يعطي المستهلك الحق في استرجاع المنتج خلال 7 أيام إذا لم يستخدم، أو في حال عدم الاستفادة من الخدمة، ويستثنى من ذلك حالات حددها النظام، كما يتيح للمستهلك إلغاء الشراء حال تأخر التسليم أو التنفيذ لأكثر من 15 يومًا.